# Tomi Poikolainen
Tomi Jaakko Poikolainen (Helsinki, 27 december 1961) is een Finse boogschutter. Hij nam vijfmaal deel aan de Olympische Spelen en won hierbij in totaal twee medailles.
Poikolainen is brandweerman in Hyvinkää. Hij deed zowel individueel als in teamverband vijf keer mee aan de Olympische Spelen. Op de Spelen in Moskou (1980) behaalde hij de gouden medaille na een overwinning op de Rus Boris Isatsjenko met een verschil van slechts drie punten. In Los Angeles (1984) werd hij vijfde. In 1989 werd Poikolainen derde bij de Wereldkampioenschappen. Op de Spelen in Barcelona (1992) won Poikolainen met teamgenoten Jari Lipponen en Ismo Falck de zilveren medaille, individueel kwam hij niet verder dan de eenentwintigste plaats.
1904: George Bryant ·
1908: William Dod ·
1972: John Williams ·
1976: Darrell Pace ·
1980: Tomi Poikolainen ·
1984: Darrell Pace ·
1988: Jay Barrs ·
1992: Sébastien Flute ·
1996: Justin Huish ·
2000: Simon Fairweather ·
2004: Marco Galiazzo ·
2008: Viktor Roeban ·
2012: Oh Jin-hyek ·
2016: Ku Bon-chan ·
2020: Mete Gazoz ·
2024: Kim Woo-jin